# Ali Gagarine
Haydar Hassan Haj Al-Sidig dit Ali Gagarine, en russe : Али Гагарин, né le 1er avril 1949 à Omdourman et mort le 12 février 2025 au Caire, est un footballeur soudanais des années 1970.

## Carrière
Joueur de la sélection soudanaise de 1966 à 1980, il inscrit un but lors de la CAN 1970 contre l'Éthiopie, et remporte ce tournoi. Il inscrit par ailleurs trois buts (deux contre le Maroc et un contre le Zaïre) lors de la CAN 1976.
Joueur de l'Al-Hilal, il inscrit 350 buts en douze saisons. Il joue aussi en 1976 en Arabie saoudite, à Al Nasr Riyad, et en Côte d'Ivoire, au Stade d'Abidjan (1978-1979).